# Лагуна Сека
Лагуна Сека е състезателна писта разположена в щата Калфорния, САЩ между градовете Салинас и Монтерей.

## История
Построена е през 1957 г. Трасето е с дължина 3602 метра с денивелация от 55 метра. Името на пистата идва от испански език и буквално преведено означава „суха лагуна“. В миналото терена е бил езеро.
Първите заселници в този район датират от 1867 г. а голяма част от местните оттогава се занимават с животновъдство и по-специално отглеждане на коне.
Пистата е построена през 1957 година със средства събрани от дарения на местни жители и фирми. Стойността на проекта възлизала на 1.5 милиона долара, което се равнява на около 140 милиона долара в наши дни. Голяма част от вложенията са направени от Форд Орд – част от американската армия за целите и нуждите на полевата артилерия. През 1974 г. имота е прехвърлен Национален Парк Монтерей.
Първото състезание се провежда на 9 септември 1957 г. и е спечелено от Пийт Ловли с Ферари. През годините пистата е била домакин на състезания от сериите Can-Am, Trans-Am, Formula 5000, IMSA GT, CART, Indy Car, Американските Льо Ман Серии, Супер Байк и MotoGP. От 1 януари 2020 г. пистата е менажирана от Sports Car Racing Association of the Monterey Peninsula, което е неправителствена организация.

## Характеристика
Най-популярният участък от пистата е сектора между завой 8 и завой 8-а, носещ името „Тирбушона“. Това е един от най-предизвикателните завои в света, поради разкята промяна в денивелацията (18 метра или колкото 5 етажна сграда), последователното преминаване от ляв към десен завои в спускането и нулевата видимост за пилотите. Характерното за пистата е че зоните за сигурност са с чакъл, и взека грешка и излизане на автомобила от пистата води до значителни загуби не време.

## Рекорди
Абсолютния рекорд на пистата се държи от Марк Жене (ИСП) 1:05.786 регистрирано на 7 март 2012 с болид Ferrari F2003-GA, но това постижение е било в неофциално състезание и затова като рекорд на пистата е Елио Кастроневис (БРА) с болид Reynard 2KI с време 1:07.722. Рекорда за сериен автомобил е поставен през 2019 от Ранди Побст (САЩ) с McLaren Senna и време 1:27:62. Хорхе Лоренцо държи рекорда за най-бърза обиколка с мотоциклет 1:20.554 от 2012 г.